# Косячків (струмок)
Косячків — струмок (річка) в Україні у Перечинському районі Закарпатської області. Ліва притока річки Шипіт (басейн Дунаю).

## Опис
Довжина струмка приблизно 3,51 км, найкоротша відстань між витоком і гирлом — 3,06  км, коефіцієнт звивистості річки — 1,15 . Формується багатьма струмками.

## Розташування
Бере початок на південно-західних схилах гори Косяк (908,0 м). Тече переважно на південний захід через буковий ліс між горами Корна (705,0 м) та Березівською (648,1 м) і на північно-східній стороні від села Тур'я Поляна впадає у річку Шипіт, верхню частину річки Тур'ї.

## Цікаві факти
- У пригирловій частині на правому березі струмка розташована готель для відпочинку «Рівні Карпати»[2].